# Castillo Ala-Vedra

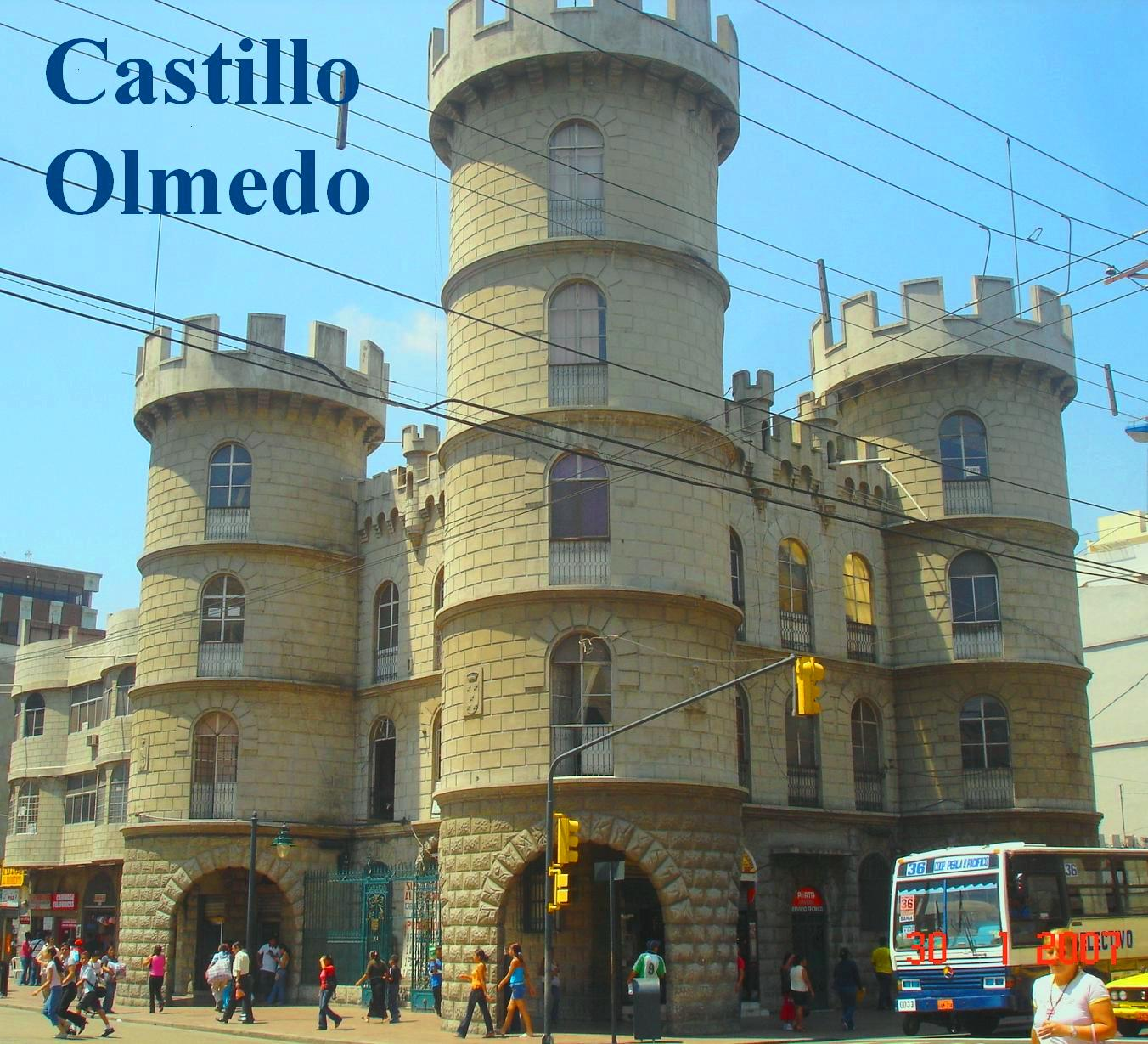
Castillo Ala-Vedra

El Castillo Ala-Vedra es un palacio de estilo medieval hispano-romano, ubicado en las actuales calles de Colón y Noguchi, lugar conocido como las cinco esquinas. Fue inaugurado en Guayaquil el 16 de junio de 1962 y su construcción tuvo un costo de 5 millones de sucres.

## Historia
Fue construido en 1959 por el excéntrico médico José María Ala-Vedra, quien admiraba la aristocracia. En 1952 solicitó a la Municipalidad de Guayaquil permiso para edificar el castillo, pero no fue sino hasta 1959 cuando empezó su construcción.
Construido en un predio de 400 metros cuadrados, en cemento armado y con estructura antisísmica, posee cuatro pisos de altura, tiene dos torres de veinte metros de alto y una torre esquinera de veinticinco metros de forma circular con un diámetro de seis metros. En su interior tenía escaleras de mármol, las cuales adornaban junto con alfombras rojas y una armadura de plata.

### El castillo en la actualidad
El castillo actualmente es un inmueble patrimonial de propiedad privada, está dividido en locales comerciales y departamentos administrado por un descendiente de Ala-Vedra. En el año 2014 se realizó un documental llamado El fasto castillo de Guayaquil producido por el Instituto Superior Tecnológico de Artes del Ecuador (ITAE).